# Mèo
Mèo (chính xác hơn là mèo nhà  để phân biệt với các loài trong họ Mèo khác) là động vật có vú, nhỏ nhắn và chuyên ăn thịt, sống chung với loài người, được nuôi để săn vật gây hại hoặc làm thú nuôi cùng với chó. Mèo đã sống gần gũi với loài người ít nhất 9.500 năm, và hiện nay chúng là con vật cưng phổ biến nhất trên thế giới.
Có rất nhiều các giống mèo khác nhau, một số không có lông hoặc không có đuôi, và chúng có nhiều màu lông khác nhau. Mèo là những con vật có kỹ năng của thú săn mồi và được biết đến với khả năng săn bắt hàng nghìn loại sinh vật để làm thức ăn, ví dụ như chuột. Chúng đồng thời là những sinh vật thông minh, và có thể được dạy hay tự học cách sử dụng các công cụ đơn giản như mở tay nắm cửa hay giật nước trong nhà vệ sinh.
Mèo giao tiếp bằng cách kêu meo meo, gừ-gừ, rít, gầm gừ và ngôn ngữ cơ thể. Mèo trong các bầy đàn sử dụng cả âm thanh lẫn ngôn ngữ cơ thể để giao tiếp với nhau.
Giống như một số động vật đã thuần hóa khác (như ngựa), mèo vẫn có thể sống tốt trong môi trường sống hoang dã như mèo hoang. Trái với quan niệm thông thường của mọi người rằng mèo là loài động vật cô độc, chúng thường tạo nên các đàn nhỏ trong môi trường sống hoang dã.
Sự kết hợp giữa con người và loài mèo dẫn tới việc nó thường được khắc họa trong các truyền thuyết và thần thoại tại nhiều nền văn hoá, gồm truyền thuyết và thần thoại Ai Cập cổ, Trung Quốc cổ, Na Uy cổ, và vị Vua xứ Wales thời Trung Cổ Hywel Dda (người Tử tế) đã thông qua bộ luật bảo vệ động vật đầu tiên trên thế giới bằng cách coi hành động giết hại hay làm tổn hại tới mèo là vi phạm pháp luật, với những hình phạt nặng nề cho những kẻ vi phạm. Tuy nhiên, mèo thỉnh thoảng bị coi là ma quỷ và có 9 mạng, ví dụ như nó không mang lại may mắn hay thường đi liền với những mụ phù thủy trong nhiều nền văn hoá thời Trung Cổ.
Cho đến gần đây, mèo được cho rằng đã được thuần hóa trong thời kỳ Ai Cập cổ đại, nơi chúng được thờ cúng. Một nghiên cứu năm 2007 chỉ ra rằng tất cả mèo nhà có thể xuất phát từ Mèo hoang châu Phi tự thuần hóa (Felis silvestris lybica) vào khoảng 8000 TCN, tại Cận Đông. Bằng chứng gần đây chỉ ra sự thuần hóa mèo là thi thể một con mèo con được chôn với chủ của nó cách đây 9.500 năm tại Síp.
Mèo là một trong mười hai con giáp tại Việt Nam, thường gọi là "Mão" hay "Mẹo".

## Phân loại khoa học
Tên khoa học của mèo nhà được Carolus Linnaeus đặt là Felis catus trong cuốn Systema Naturae xuất bản năm 1758 của ông. Ngoài ra, còn có một số tên khoa học khác được đề xuất cho mèo nhà như Felis domesticus (được đề xuất bởi Johann Christian Polycarp Erxleben trong cuốn Anfangsgründe der Naturlehre and Systema regni animalis năm 1777), và các biến thể của nó như Felis catus domesticus và Felis silvestris domesticus, nhưng chúng không phải là các tên khoa học được chấp nhận theo Quy tắc đặt tên động vật quốc tế của Ủy ban Quốc tế về Danh mục Động vật học (ICZN).
Năm 2003, Ủy ban Quốc tế về Danh mục Động vật học (ICZN) đã đưa ra quan điểm số 2027 (xuất bản trong Tập 60, Phần 1 của Tập san đặt tên động vật, ngày 31 tháng 3 năm 2003), theo đó ICZN "đã duy trì việc sử dụng 17 tên riêng của các loài hoang dã, vốn xuất hiện sau hoặc đồng thời với tên của các loài đã được thuần hoá". Quan điểm này vì thế đặt ra ngoại lệ cho Quy tắc đặt tên động vật quốc tế, và xác nhận tên khoa học F. silvestris tiếp tục được sử dụng cho mèo rừng châu Âu, và F. silvestris catus cho các phân loài đã thuần hóa của nó. (F. catus vẫn sử dụng được nếu mèo nhà được coi là một loài riêng.)
Năm 2007, một số nghiên cứu về phát sinh chủng loại học đưa ra gợi ý rằng mèo nhà nên được xem là một phụ loài của mèo rừng châu Âu (tên khoa học Felis silvestris), và gợi ý tên khoa học mới cho mèo nhà là F. silvestris catus.
Năm 2017, Ủy ban phân loại mèo của Liên minh Bảo tồn Thiên nhiên Quốc tế (IUCN) đã áp dụng khuyến nghị của Ủy ban Quốc tế về Danh mục Động vật học (ICZN) để phân loại rằng mèo nhà là một loài mèo riêng biệt với tên khoa học là Felis catus.

## Đặc điểm

### Đặc điểm thể chất

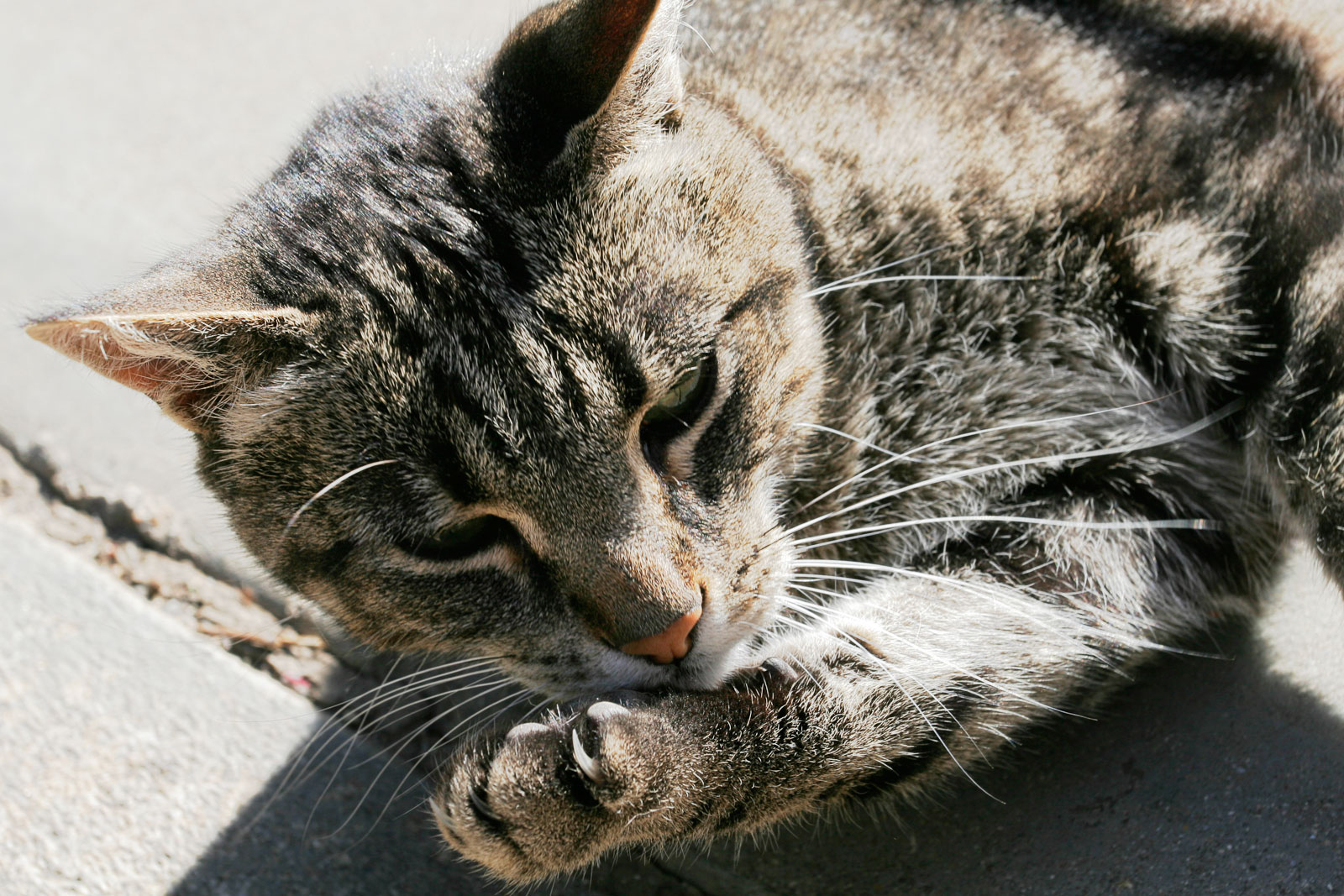
Một chú mèo đang tự chải chuốt

Thông thường mèo nặng từ 2,5 đến 7 kg (5,5–16 pound); tuy nhiên, một số giống như Maine Coon có thể vượt quá 11 kg (25 pound). Một số chú mèo từng đạt tới trọng lượng 23 kg (50 pound) vì được cho ăn quá nhiều. Điều này rất có hại cho sức khỏe mèo - khiến chúng có thể bị tiểu đường, đặc biệt đối với mèo đực đã thiến - có thể ngăn chặn tình trạng này thông qua biện pháp ăn kiêng và tập luyện (chạy nhảy), đặc biệt đối với những chú mèo luôn ở trong nhà. Trái lại, cũng có những chú mèo rất nhỏ (chưa tới 1,8 kg - 4,0 pound).
Ở tình trạng nuôi trong nhà, mèo thường sống 14 tới 25 năm, dù chú mèo già nhất từng biết đã sống 45 năm. Mèo nhà thường sống lâu hơn nếu ta không cho chúng ra ngoài (giảm nguy cơ bị thương tích khi đánh nhau và tai nạn cũng như dễ mắc bệnh) và nếu chúng được triệt sản. Những chú mèo đực được triệt sản tránh được ung thư tinh hoàn, mèo cái được triệt sản không bị ung thư buồng trứng nhờ vậy giảm thiểu nguy cơ mắc các bệnh ung thư. Mèo hoang trong môi trường đô thị hiện đại thường chỉ sống hai tới ba năm hoặc ít hơn. Mèo hoang trong các nhóm có thể sống lâu hơn; tổ chức British Cat Action Trust đã thông báo về trường hợp một con mèo hoang cái 19 tuổi. Chú mèo hoang sống lâu nhất là "Mark", do Hội từ thiện Bảo vệ Mèo Anh nuôi, sống tới 36 tuổi.
Mèo là những vận động viên điền kinh. Mèo chạy nước rút rất giỏi, chúng có thể đạt tới tốc độ 30 dặm (khoảng 48.3 km) một giờ trên những khoảng cách ngắn. Mèo có thể nhảy cao tới đỉnh rào hay một bức tường cao 7 ft từ tư thế đứng yên. Mèo nhà là một trong số ít loài vật bốn chân không có các xương đòn cứng. Điều này cho phép mèo chui qua lỗ hổng có kích thước bằng đầu chúng.

#### Tai
Với 32 cơ riêng biệt điều khiển hướng nghe của tai; mèo có thể vểnh mỗi tai theo một hướng khác nhau. Nhờ tính năng động cao như vậy, mèo có thể quay người về một hướng và vểnh tai theo hướng khác. Đa số mèo có tai thẳng vểnh cao. Không giống như chó, các giống mèo có tai cụp rất hiếm. (Mèo giống Scottish Fold là một loài đã biến đổi như vậy.) Khi giận dữ hay sợ hãi, mèo thường chĩa tai về phía sau, đồng thời phát ra các âm thanh gầm gừ hay tiếng rít. Mèo cũng chĩa tai về phía trước khi chúng chơi đùa, hay thỉnh thoảng khi chú ý tới một tiếng động phát ra từ phía sau nó.

#### Hoạt động

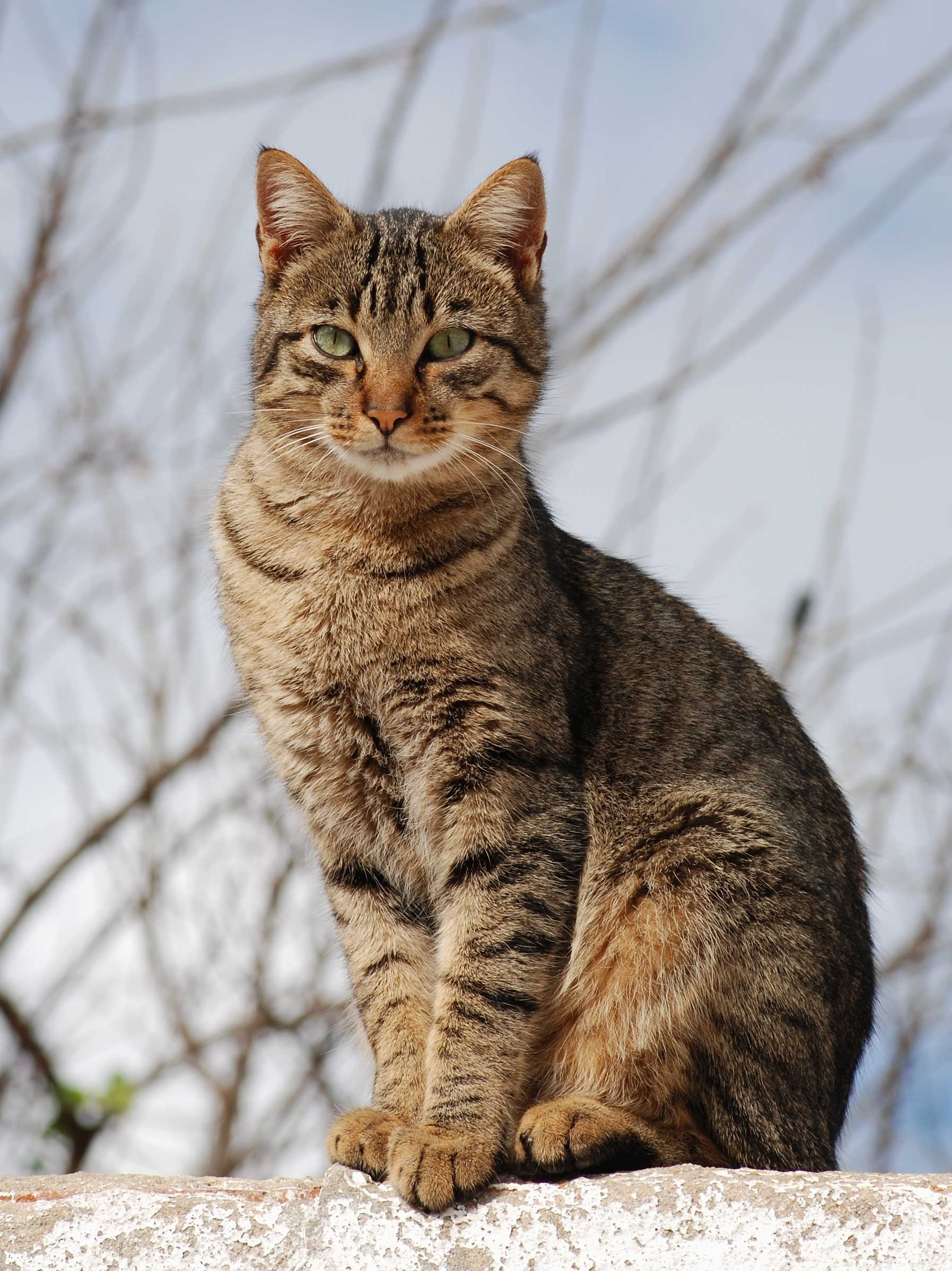
Một con mèo nhà

Mèo giữ năng lượng bằng cách ngủ nhiều hơn đa số các loài động vật khác, đặc biệt khi chúng già đi. Thời gian ngủ hàng ngày có khác nhau, thường là 12–16 giờ, mức trung bình 13–14 giờ. Một số chú mèo có thể ngủ 20 giờ trong ngày. Vì thường chỉ hoạt động nhiều lúc mặt trời lặn, mèo rất hiếu động và hay đùa nghịch vào buổi tối và chủ yếu ngủ vào sáng sớm, trưa và chiều. Tính khí mèo thay đổi tùy theo giống, hoàn cảnh sống và giới tính, mèo cái thường quấn chủ hơn mèo đực. Mèo lông ngắn thường gầy và ưa hoạt động, mèo lông dài thường to và lười nhác.
Nhiệt độ cơ thể mèo trong khoảng 38 tới 39 °C (101,4 tới 102,2 °F). Một con mèo bị coi là sốt (cao) nếu có thân nhiệt ở mức 39,5 °C (103,1 °F) hay cao hơn, hay giảm nhiệt nếu thấp hơn 37,5 °C (99,5 °F). Để so sánh, thân nhiệt thông thường của cơ thể người xấp xỉ 37 °C (98,6 °F). Một chú mèo nhà bình thường có nhịp tim khoảng 140 đến 220 nhịp một phút, và nó phụ thuộc rất nhiều vào tình trạng kích động hay không của mèo. Khi mèo đang nghỉ ngơi, nhịp tim bình thường trong khoảng 150 - 180 nhịp một phút, khoảng gấp đôi con người.

#### Chân
Giống như chó, mèo là loài vật đi trên đầu ngón chân: chúng bước trực tiếp trên các ngón, các xương bàn chân của chúng tạo thành phần thấp nhìn thấy được của cẳng chân. Mèo có thể bước rất chính xác, bởi vì giống như mọi giống thuộc loài mèo khác, chúng ghi nhận trực tiếp; có nghĩa là chúng đặt bàn chân sau (hầu như) trực tiếp lên dấu của bàn chân trước, giảm thiểu tiếng ồn và dấu vết để lại. Điều này cũng giúp chúng có vị trí đặt chân sau tốt khi bước đi trên bề mặt gồ ghề.
Giống như mọi thành viên khác của họ mèo, loại trừ loài báo gêpa, mèo có vuốt thu lại được. Bình thường, ở vị trí nghỉ các vuốt được thu lại trong da và lông quanh đệm ngón. Điều này giữ vuốt luôn sắc bởi chúng không tiếp xúc với mặt đất cũng như cho phép mèo đi nhẹ nhàng rình mồi. Các vuốt chân trước thường sắc hơn so với phía sau. Mèo có thể giương một hay nhiều vuốt ra tùy theo nhu cầu. Chúng thường giương vuốt khi săn mồi, tự vệ, hay leo trèo, nhào lộn, hay để tăng ma sát khi bước đi trên các bề mặt trơn (khăn trải giường, thảm dày, vân vân). Các vuốt cong có thể bị mắc vào thảm hay các tấm vải dày, khiến mèo bị thương nếu chúng không thể tự gỡ.

### Trèo cao và ngã
Đa số các giống mèo đều thích trèo cao hay ngồi ở các vị trí cao. Các nhà nghiên cứu hành vi động vật đã đưa ra một số giải thích điều này, thông thường nhất là, "độ cao khiến mèo có điểm quan sát tốt hơn". Từ vị trí đó, chúng có thể giám sát vương quốc của mình và biết mọi hoạt động của con người cũng như các con vật khác. Trong môi trường sống hoang dã, một vị trí trên cao cũng được dùng làm nơi ẩn mình để săn mồi." Vì thế độ cao cũng có thể mang lại cho mèo cảm giác an toàn và uy thế.
Tuy nhiên, sự ưa chuộng độ cao này có thể là một cách thử nguy hiểm đối với quan niệm thông thường rằng một chú mèo "luôn rơi chân xuống trước". Cơ quan bảo vệ động vật Hoa Kỳ đã cảnh báo những người chủ nên canh chừng những vị trí nguy hiểm trong nhà họ để tránh "hội chứng trèo cao", có thể khiến một chú mèo quá tự tin bị ngã từ độ cao quá lớn.
Khi rơi, mèo có thể sử dụng cảm giác thăng bằng sắc bén và khả năng phản xạ của nó tự xoay thân tới vị trí thích hợp. Khả năng này được gọi là "phản xạ thăng bằng." Nó luôn chỉnh lại thăng bằng cơ thể theo một cách, khiến chúng luôn có đủ thời gian thực hiện phản xạ này khi rơi. Vì thế, những cú ngã từ trên cao (nhiều tầng) ít gây nguy hiểm hơn những cú ngã từ độ cao chỉ vài mét. Nhiều trường hợp đã được ghi nhận cho thấy những chú mèo ngã từ độ cao lớn (5 đến 10 tầng) vẫn sống sót, bình yên vô sự. Một số giống không có đuôi nên không có khả năng lấy lại thăng bằng này, bởi vì mèo quật đuôi và dựa trên mômen động lượng để lấy thăng bằng chuẩn bị tiếp đất.

### Giác quan
Việc đánh giá các giác quan của bất kỳ một loài vật nào cũng là điều khó khăn bởi vì không bao giờ có sự giao tiếp trực tiếp (ví dụ, đọc to các chữ trên Bảng Snellen) giữa đối tượng và người nghiên cứu.
Trong khi các giác quan như khứu giác và thính giác của mèo không nhạy bén như của chuột, thì chúng lại vượt trên con người ở nhiều điểm. Các đặc điểm đó cộng với những khả năng thị giác, vị giác, và xúc giác khiến chúng trở thành một loại đặc biệt nhạy cảm trong giới động vật có vú.

#### Thị giác

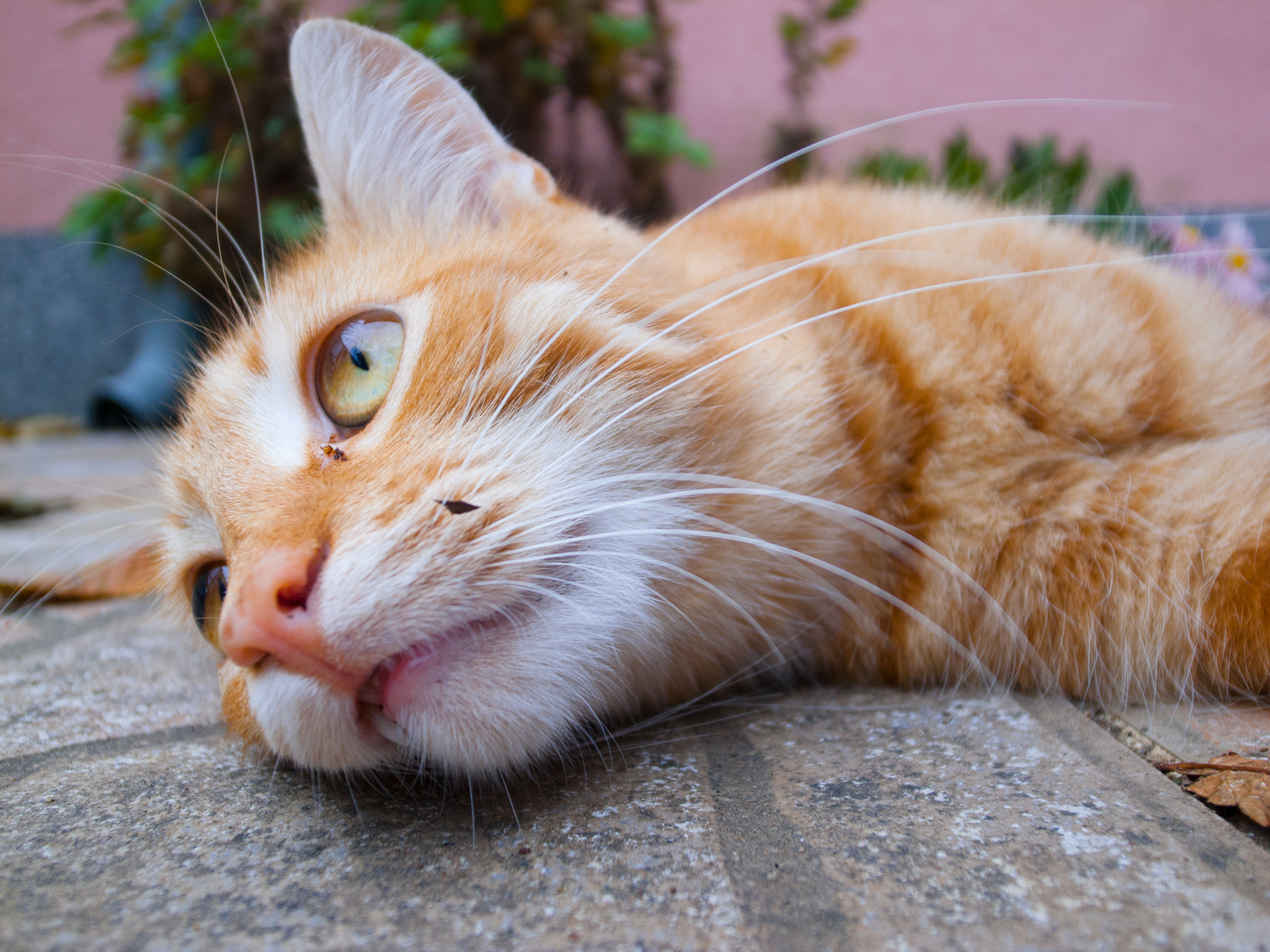
Mắt mèo.

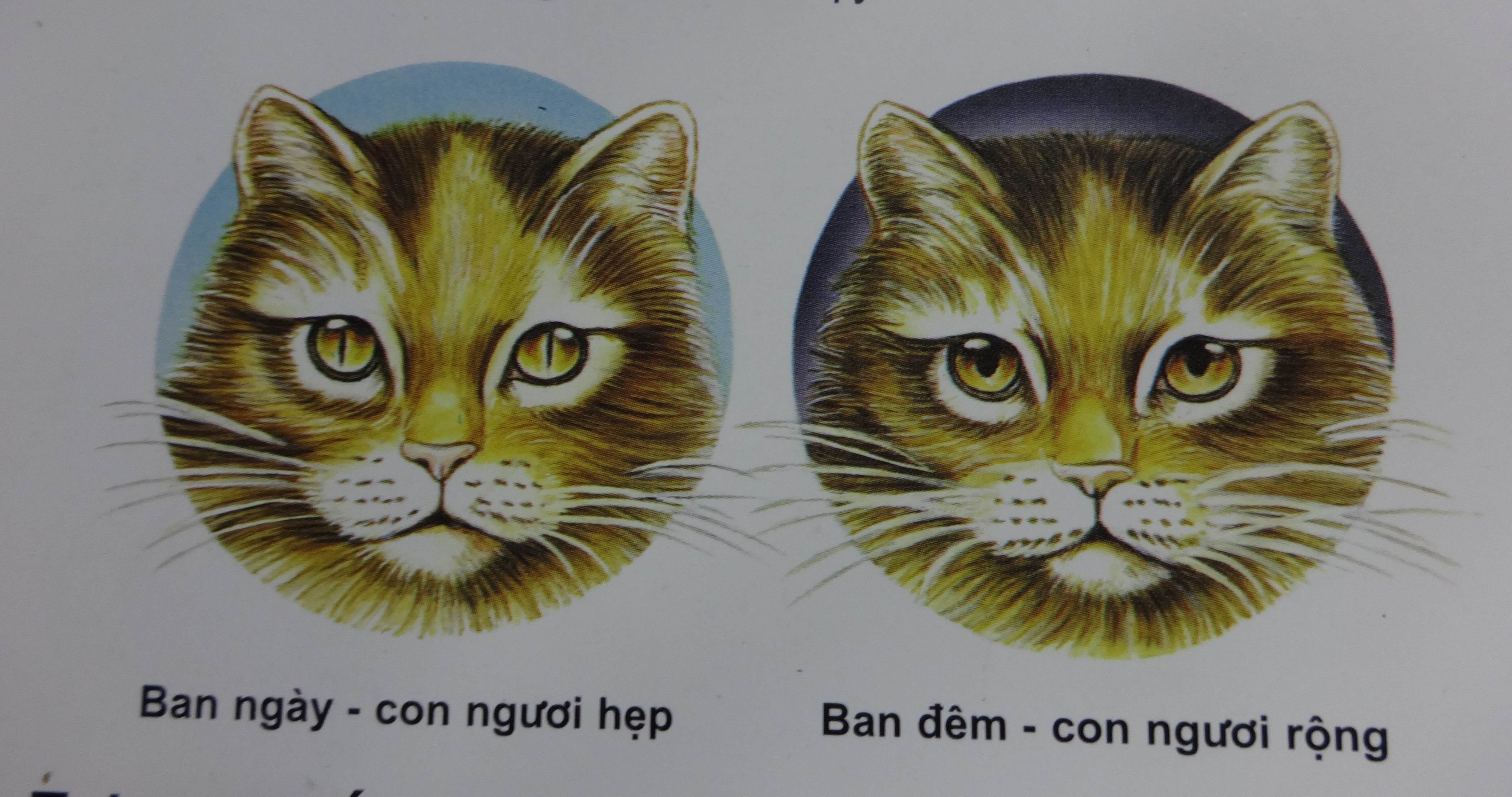
Sự thay đổi hình dạng mắt mèo giữa ngày và đêm

Nghiên cứu cho thấy tầm nhìn của mèo tốt nhất vào ban đêm so với người, và kém nhất vào ban ngày. Mèo, cũng như chó, có màng trạch để phản chiếu lại ánh sáng tới võng mạc. Khi đó, khả năng nhìn của mèo được tăng lên khi ở trong bóng tối, tạo ra một màng lưới thị giác sắc sảo. Nhưng vào ban ngày hoặc chỗ có nhiều ánh sáng, tròng đen của mèo khép lại hẹp, làm số lượng ánh sáng chiếu vào ít đi, tránh bị lóa và cải thiện khả năng quan sát. Màng trạch và một số bộ phận khác giúp mèo có 1 sự dò tìm tốt hơn so với con người. Sự biến đổi màu sắc của mắt mèo trong các tấm ảnh gần giống với sự tương tác giữa ánh sáng và màng trạch.
Thông thường mèo có thị trường khoảng 200°, so với 180° ở con người, với trường trùng lặp (ảnh trùng lặp của hình ảnh thu được từ hai mắt) nhỏ hơn con người. Giống như đa số các loài vật ăn thịt khác, mắt của chúng hướng về phía trước để có được hình ảnh có chiều sâu tuy phải hy sinh độ rộng thị trường. Thị trường phụ thuộc rất nhiều vào vị trí mắt, nhưng cũng có thể phụ thuộc ở cấu tạo mắt. Thay vì kiểu con ngươi tròn (optic fovea) vốn giúp con người có được tầm nhìn tập trung tốt hơn, mắt mèo có một dải thị giác. Mèo rõ ràng có thể phân biệt các màu sắc, đặc biệt ở cự ly gần, nhưng không hoàn toàn rõ rệt.
Mèo có mi mắt thứ ba, đó là 1 màng mỏng xuất hiện khi mắt mèo mở. Màng này thường đóng lại từ từ khi mèo bị bệnh, nhưng chúng lại rất rõ ràng khi mèo buồn ngủ. Nếu một con mèo từ lúc mới sinh đã có mí thứ 3 rõ ràng thì có nghĩa là nó phải đến gặp bác sĩ thú y.
Mắt mèo có rất nhiều màu nhưng phổ biến là vàng, xanh lá và cam. Mắt xanh dương cũng xuất hiện ở giống mèo Siamese, tuy nhiên cũng có ở những con mèo bị bạch tạng. Nếu một con mèo bạch tạng có đôi mắt xanh dương thì thường sẽ bị điếc; tuy nhiên, mắt màu cam cũng báo hiệu tai của nó có vấn đề. Mèo bạch tạng có 1 mắt xanh dương 1 mắt cam cũng thường điếc như mèo có đôi mắt xanh.

#### Thính giác

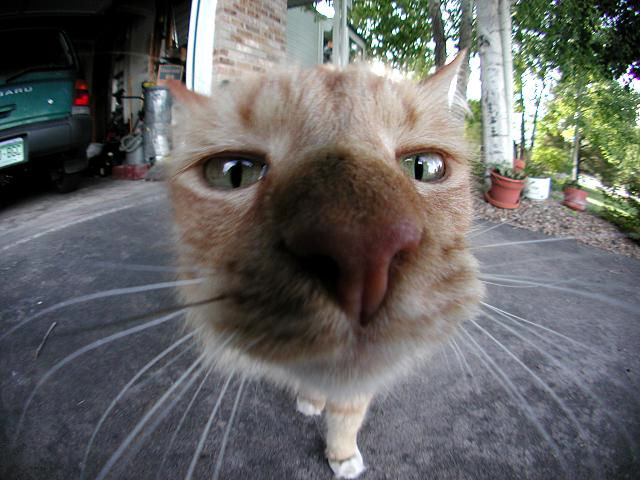
Một chú mèo đang dùng các giác quan để thám thính

Con người và mèo có tầm thính giác ở mức thấp tương tự như nhau, nhưng mèo có thể nghe được những âm thanh ở độ cao lớn hơn, thậm chí tốt hơn cả chó. Mèo có thể nghe ở mức cao hơn 2 quãng so với con người, và một nửa quãng so với chó. Khi nghe âm thanh nào đó, tai mèo sẽ xoay về hướng đó; mỗi vành tai mèo có thể quay độc lập về hướng nguồn âm thanh. Mèo có thể xác định vị trí một vật chính xác trong vòng 7.5 cm (3 inches) khi nguồn phát âm ở khoảng cách khoảng 1 mét (điều này giúp chúng định vị con mồi, v.v...).

#### Khứu giác
Khứu giác của một con mèo nhà mạnh gấp 14 lần so với của con người. Số lượng tế bào khứu giác ở mũi của chúng cũng nhiều gấp đôi, do đó mèo có thể ngửi thấy những mùi mà chúng ta không nhận thấy được. Mèo còn có một cơ quan đánh hơi ở vòm miệng gọi là vomeronasal, hay cơ quan Jacobson. Khi một con mèo chun mõm, hạ thấp cằm, và nâng lưỡi lên một chút, đó là lúc nó đang sử dụng cơ quan vomeronasal. Hành động này gọi là "gaping", "sneezing", hay "flehming". Gaping tương đương với phản ứng Flehmen ở các động vật khác như chó, ngựa và mèo lớn.

#### Xúc giác
Do mèo thích leo trèo nên nó có khả năng bám rất tốt do chúng dùng móng để giữ. Mèo ít khi bị té (Do mất thăng bằng) nhưng chúng biết kiểm soát độ thăng bằng và tiếp đất bằng 2 chân trước. Mèo đi hoàn toàn không có tiếng động do phần lớp thịt dày dưới chân nên mèo được mệnh danh là "Kẻ sát thủ thầm lặng" khi đi săn mồi.

#### Vị giác
Chỉ có mèo và thỏ là không thể cảm nhận được vị ngọt do thiếu gen cần thiết cho việc này. Đặc biệt không được cho mèo ăn sôcôla do trong sôcôla có methylxanthine.

#### Trí nhớ

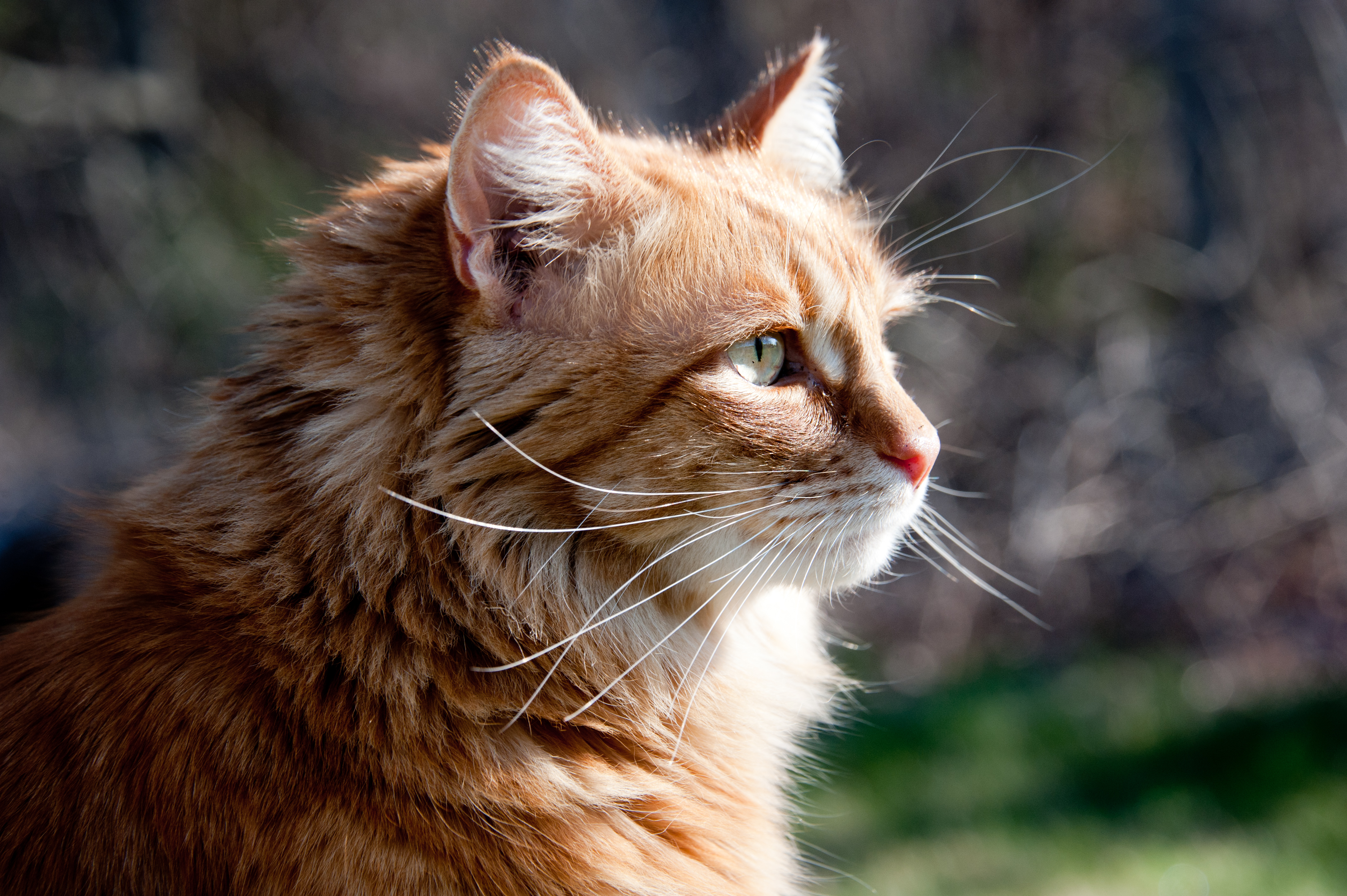

Một nghiên cứu mới tìm thấy mèo chỉ có thể nhớ được những thông tin nhất định trong vòng 10 phút. Nghiên cứu ban đầu nhằm so sánh trí nhớ hành động của mèo với trí nhớ hình ảnh và tìm thấy mèo nhớ bằng cơ thể tốt hơn là bằng mắt, khi chúng gặp một vật thể trên đường. Khi một con mèo bước qua một đồ chơi hoặc chiếc giày đặt ở cửa trên đường tới đĩa thức ăn, nó phải phối hợp bước đi của cả chân sau và chân trước.
Nhà nghiên cứu Keir Pearson tại Đại học Alberta, Canada, nói: "Động vật, cũng như con người, ghi nhớ một cách vô thức vị trí đồ vật theo sự tương xứng với cơ thể khi họ bước đi, sự ghi nhớ này phụ thuộc phần lớn vào các tín hiệu liên quan tới sự chuyển động cơ thể". Mặc dù các nhà nghiên cứu đã biết được điều này, họ vẫn băn khoăn làm thế nào mà mèo nhớ chính xác phải nhấc chân sau lên và chân trước đã tránh một vật cản.
Để tìm hiểu sự phối hợp của mèo, các nhà nghiên cứu tìm hiểu chúng có thể nhớ việc mình vừa bước qua một cản trở trong bao lâu. Họ khiến con mèo dừng lại khi chân trước đã bước qua vật cản, nhưng chân sau chưa bước tới. Tiếp đến họ đánh lạc hướng con mèo bằng đồ ăn và dịch chuyển chướng ngại vật để xem con vật phản ứng thế nào. Mèo nhớ được mình vừa bước qua vật cản trở trong ít nhất 10 phút, nên nhấc chân sau lên để tránh đồ vật, kể cả khi nó không còn ở đó.
Để so sánh trí nhớ hoạt động của mèo với trí nhớ hình ảnh, họ lặp lại thí nghiệm nhưng lần này dừng con mèo ngay khi chúng chuẩn bị nhấc chân trước qua vật cản. Kết quả cho thấy chỉ sau vài giây, con mèo không thể nhớ những gì chúng đã nhìn thấy nhưng chưa kịp làm: khi vật thể bị bỏ đi, con mèo quên mất là nó đã ở đó và tiếp tục đi. Nghiên cứu trên ngựa và chó cũng cho kết quả tương tự. Trí nhớ này đóng vai trò trong khả năng con người định vị vật thể trong bóng tối hoặc nhớ lại họ đã để xe ở chỗ nào trong bãi đỗ xe vào buổi sáng. Bằng việc đi bộ từ chỗ để xe vào văn phòng, bạn đã củng cố ký ức về vị trí của chiếc xe trong trí não và không phải mất nửa tiếng để tìm nó.

### Bộ xương
Bộ xương của mèo hơi nhỏ và đầu xương không giống với xương người. Xương sống của mèo có nhiều đốt hơn chúng ta để di chuyển dễ dàng và tránh được thương tổn. Xương đuôi rất dài để giữ thăng bằng cho việc di chuyển. Toàn bộ (Tổng cộng 500 cơ xương) gồm 7 đốt sống cổ, 13 đốt sống lưng, 7 đốt sống hông, 2 đốt sống vùng khum và 14-28 đốt sống đuôi, mèo có thể cuộn tròn cơ thể hoặc "giảm sóc, giảm nhẹ sang chấn" khi rơi từ độ cao nguy hiểm. Bộ răng và hàm của mèo đầy mãnh lực cắn xé mồi. Khi bắt mồi, các móng vuốt giương ra khỏi đệm thịt để cào xé mồi.

### Săn mồi và tập tính ăn

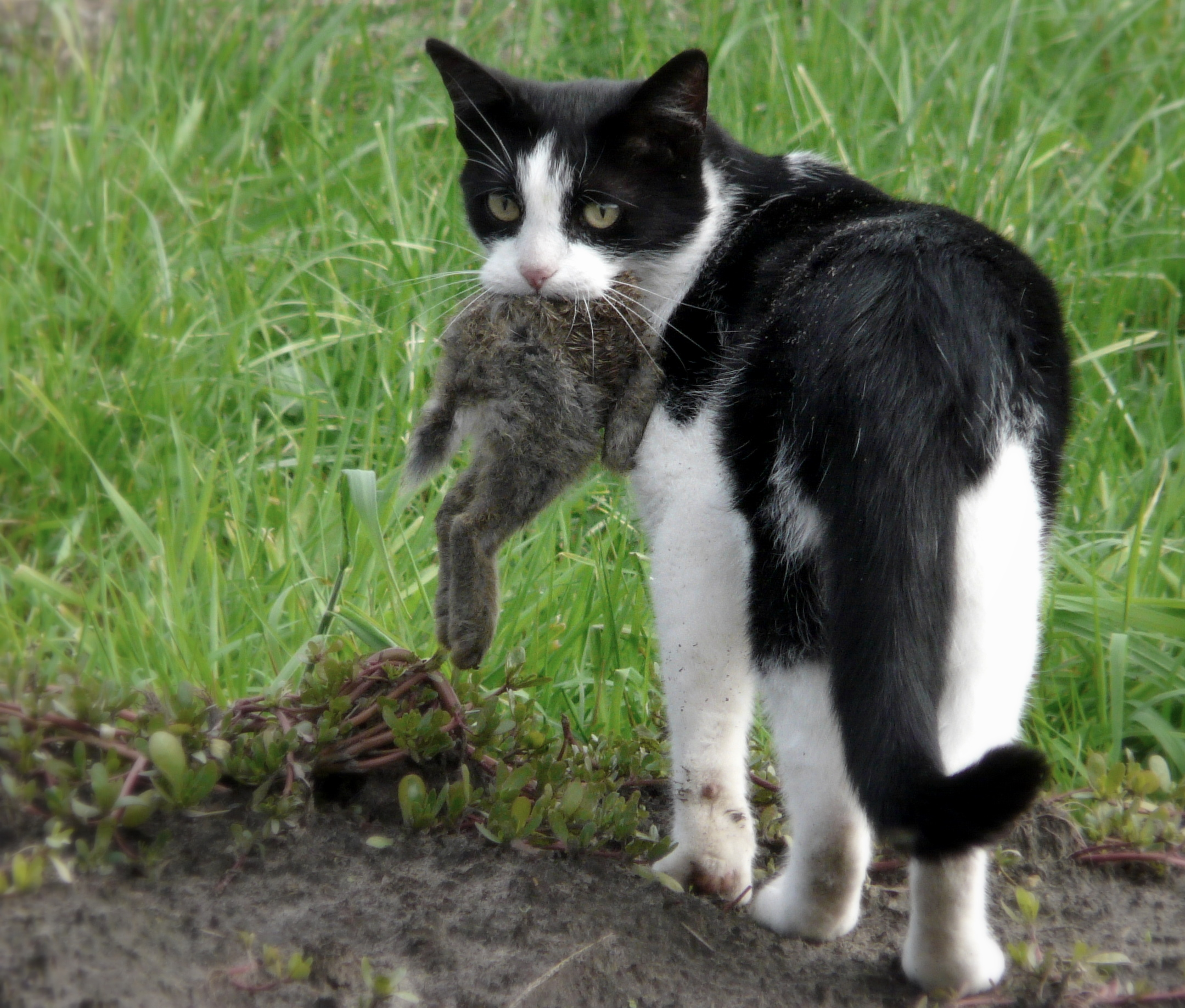
Một con mèo đang bắt một con thỏ

Mèo là động vật ăn thịt nên đối tượng để nó săn mồi cho nhu cầu sinh tồn là những loài vật nhỏ như: chuột, rắn, cóc nhái, cá... thậm chí là gián nhà. Vũ khí săn mồi của mèo là móng vuốt ở đầu ngón chân, có chiều dài hơn 1 cm, hình cong bán nguyệt, đầu móng vuốt nhỏ và nhọn. Móng vuốt của loài mèo là vũ khí khá lợi hại đối với đối tượng của nó đang săn mồi.
Để săn mồi, khi gặp đối tượng hay con vật nó cần bắt làm mồi, loài mèo thường đứng từ xa cách con mồi khoảng chừng 5 đến 6 mét. Sau đó nó nằm bẹp hạ cơ thể xuống sát đất, mắt chăm chăm nhìn không nháy mắt đến đối tượng đồng thời bước tới con mồi cần săn rất nhẹ nhàng. Khi đến gần khoảng cách mà nó cảm thấy ăn chắc, loài mèo tung ra sức mạnh cuối cùng bằng cách đẩy mạnh 2 chân sau và đồng thời phóng mạnh toàn cơ thể tới phía trước và dùng móng sắc nhọn duỗi thẳng ra và cào lấy con mồi. Loài mèo thường bắt lấy mồi khá hiểm và độc đáo bằng cách duỗi móng ở hai bàn chân trước ra và túm lấy vào gáy đối tượng. Đây là cách săn mồi khá ấn tượng và hiệu quả của loài mèo và sau đó dùng miệng cắn lên đầu con mồi cho đến chết mới thả ra.
Ngày nay, loài mèo luôn sống với người qua nhiều thế hệ, cho nên, thức ăn của loài mèo là cơm. Thế nhưng dù là loài ăn thịt thú rừng cá là loại thức ăn khoái khẩu nhất của họ hàng nhà mèo. Con người thường cho mèo ăn cá trộn với cơm. Đây là thứ thức ăn mà mèo thích vì nó có mùi tanh của cá. Loài mèo nhà cũng ăn thịt thú rừng nhưng thực tế cho thấy rằng nó thích ăn cá hơn nhiều. Mèo thường đến bên bờ ao uống nước và bắt cá. Cá và chuột luôn là thức ăn được ưa chuộng nhất của mèo.

### Vệ sinh

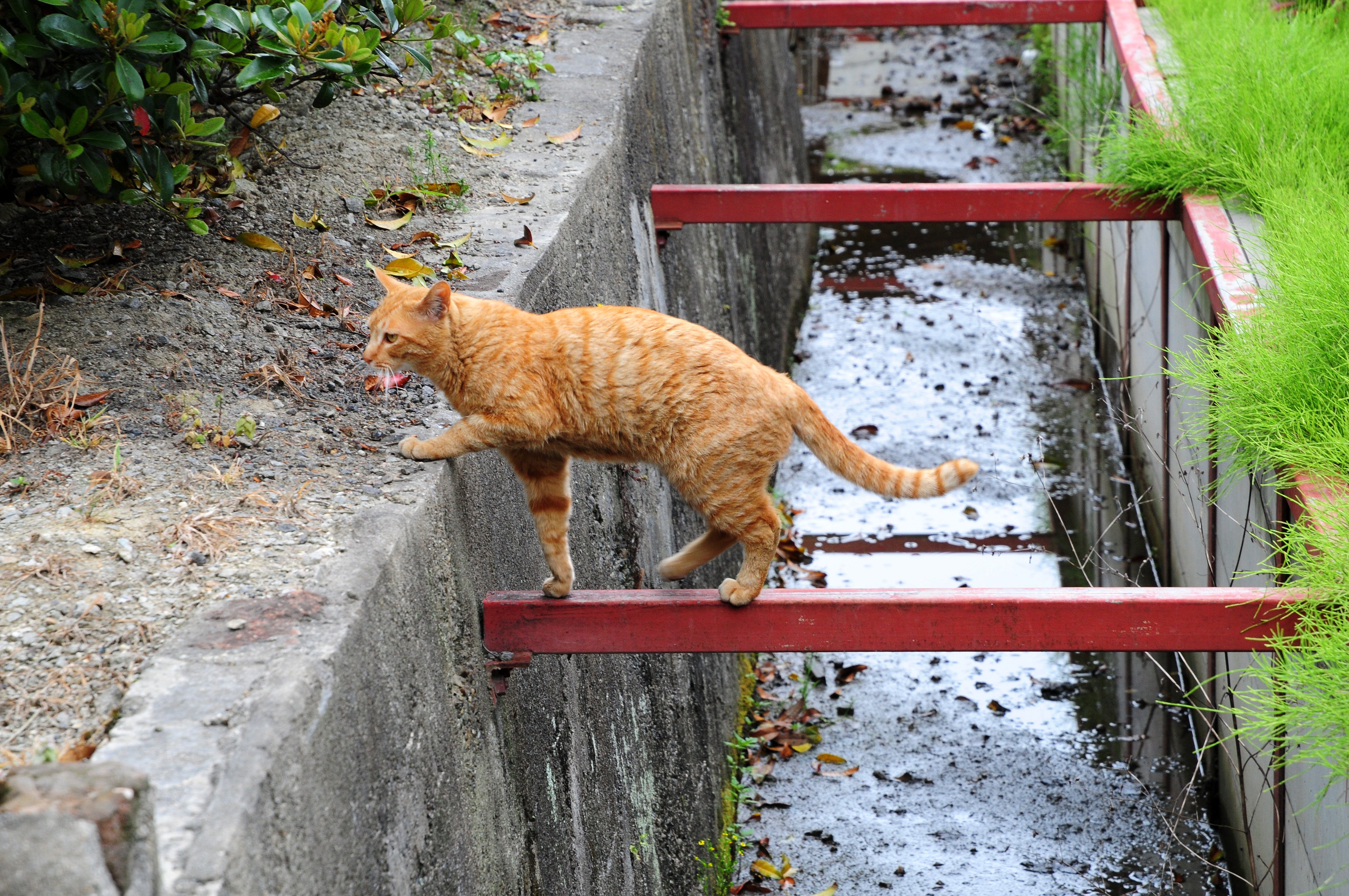
Một con mèo ở Nara

Mèo được biết đến nhờ sự sạch sẽ của nó. Loài mèo luôn biết tự bảo vệ cơ thể của nó tránh những nơi ẩm ướt, nó là động vật không mấy mặn mà gì với tắm, thường nó không thích lông trên cơ thể của nó bị ướt hay có những tác động của các vật khác dính lên cơ thể của nó khi nó vô tình đi vào một lùm bụi cây qua một bờ ao hay rúc vào nơi kín đáo. Tất cả những nơi đó có khả năng gây vết tích lên lông của nó. Ngay cả con người vuốt tay lên người nó cũng có thể động lại mùi khác lạ. Chính vì vậy, nó được mệnh danh là một trong các loài thú sạch sẽ nhất.
Để làm vệ sinh cho cơ thể, nó thường thè lưỡi ra và tiết nước bọt vào chân của nó và bôi lên mặt và toàn thân thể. Hành động này cho thấy mục đích nó muốn xóa sạch các vết bẩn, ngay cả hơi tay của con người vừa mới bồng hay vuốt ve nó. Loài mèo luôn tự làm vệ sinh cho cơ thể nhiều lần trong ngày, thường là lúc nó mới ngủ dậy hay đi đâu đó về. Hành động đó đã trở thành thói quen thường thấy ở loài mèo ngay cả khi cơ thể của nó không có vết bẩn nào cả. Loài mèo là thú vật luôn coi trọng vệ sinh cơ thể.

### Môi trường
- Mèo rừng (hoang dã): Môi trường sống của mèo hoang là ở những nơi rừng rậm, dễ dàng leo trèo trên các thân cây, bắt mồi kiếm ăn, đặc biệt là kiếm ăn vào buổi tối, đó cũng là lý do mèo hoang dã không sống ở những nơi có nhiều động vật quá nguy hiểm.
- Mèo nhà: trước đây mèo được nuôi để bắt chuột, xua đuổi những con côn trùng,... nhưng dường như chúng ngày càng giảm khả năng đó, vì môi trường không còn quá nhiều khắc nghiệt như trước, chúng giờ đây được nuôi với xu hướng làm cảnh nhiều hơn.

## Sinh sản và di truyền

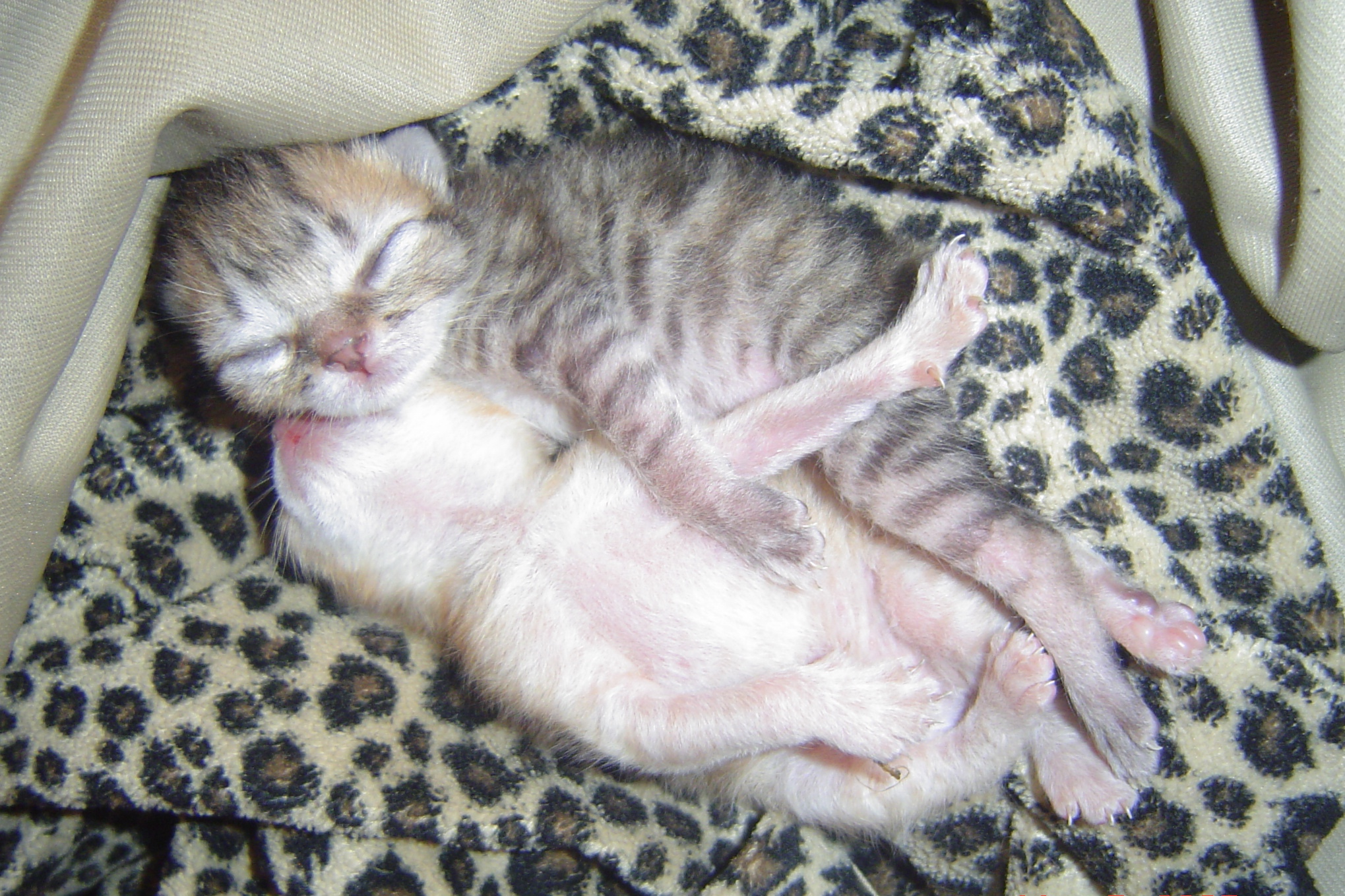
Hai mèo con chưa mở mắt

Mèo con từ 1 tháng tuổi trở lên đã được mèo mẹ dạy các động tác săn bắt mồi như chạy, nhảy, leo trèo, rình và vồ mồi. Mèo 4 tháng tuổi có thể bắt được chuột, gián, thạch sùng...Mèo thường sống đơn độc. Đến thời kỳ sinh sản mèo đực thường đi tìm mèo cái. Trong thời gian này mèo cái có bộ lông mới bóng mượt, có mùi và tiếng kêu đặc biệt để hấp dẫn mèo đực.
Theo Hiệp hội bảo vệ động vật Mĩ, mỗi năm có 3 đến 4 triệu chó mèo ở Mỹ được giúp đỡ để ra đi một cách nhẹ nhàng và số lượng còn nhiều hơn thế đang được nuôi nhốt trong lồng ở các trung tâm cứu hộ bởi vì số thú vật được sinh ra tăng quá nhanh so với số hộ gia đình. Việc triệt sản hay thiến vật nuôi có thể giúp làm giảm tình trạng số lượng quá đông. Hiệp hội bảo vệ động vật địa phương, SPCA's và những tổ chức bảo vệ động vật khác khuyến cáo cư dân nên triệt sản thú cưng của họ và nên nhận nuôi thú từ các trung tâm cứu hộ thay vì mua thú cưng.

## Mèo hoang

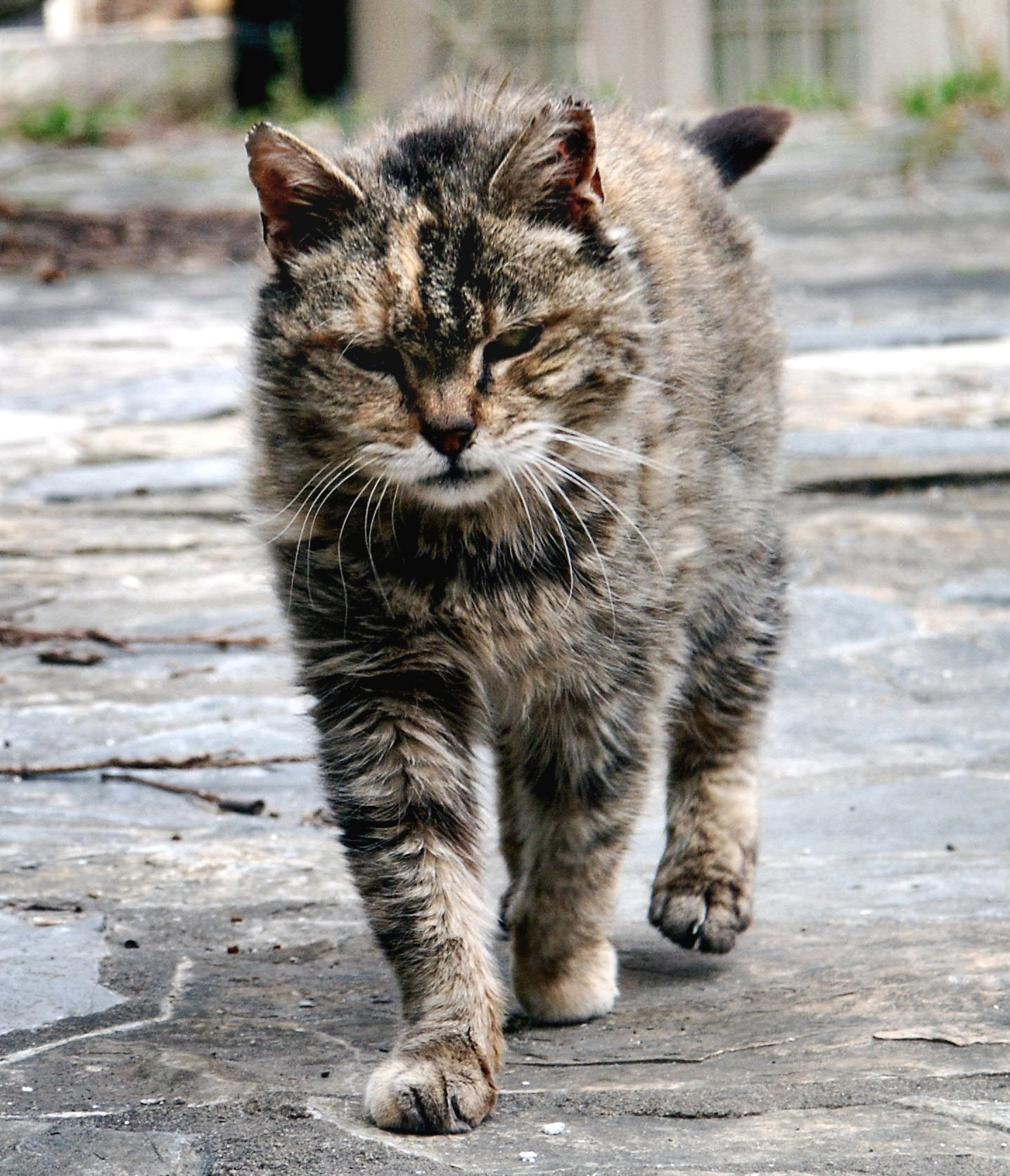
Một con mèo hoang

Mèo hoang là những con mèo đã được thuần hóa nhưng trở về đời sống hoang dã, không quen thuộc với con người và tự do đi lang thang ở các khu vực đô thị hay nông thôn, cần phân biệt với mèo rừng là loài mèo chưa được thuần hóa. Mèo hoang có thể sống một mình, nhưng hầu hết được tìm thấy trong các nhóm lớn, trong đó chiếm một lãnh thổ cụ thể và thường được kết hợp với một nguồn thực phẩm.

## Lịch sử và thần thoại
Các nhà khoa học thường cho rằng Ai Cập cổ đại là nguồn gốc của việc thuần hóa mèo, dựa vào những bức họa vẽ mèo nhà ở Ai Cập có niên đại khoảng 3600 năm. Tuy nhiên, năm 2004, một ngôi mộ thuộc thời kỳ đồ đá mới được khai quật ở Shillourokambos, tại Síp, có chứa bộ xương của một con người và một con mèo nằm ngay ngắn cạnh nhau. Người ta ước chừng ngôi mộ này đã được 9500 tuổi, trở thành minh chứng có từ sớm nhất cho việc quan hệ giữa người và mèo.:220 Con mèo trong mộ có kích thước lớn và gần giống loại mèo rừng châu Phi (Felis silvestris lybica), hơn là mèo nhà hiện nay. Sự khám phá này cùng với những nghiên cứu về di truyền cho thấy có thể mèo được thuần hóa ở Trung Đông, vùng Trăng lưỡi liềm màu mỡ vào giai đoạn phát triển nông nghiệp rồi sau đó những người này đã đem mèo đến Síp và Ai Cập.
Ở Ai Cập cổ đại, mèo là loài vật thần thánh, với truyền thuyết về vị nữ thần Bast thường được miêu tả trong hình dạng một con mèo, khi chiến tranh thì hóa thành một con sư tử cái.:220 Người La Mã cổ đại thường được cho là những người đã đưa loài mèo nhà từ Ai Cập đến châu Âu;:223 ở Roman Aquitaine, một văn bia thuộc khoảng thế kỷ thứ I hoặc II mô tả lại hình ảnh một bé gái ôm mèo là một trong hai minh chứng sớm nhất về việc mèo xuất hiện ở La Mã. Tuy nhiên, vì mèo đã hiện diện ở nước Anh vào cuối thời kỳ đồ sắt, nên có thể mèo đã được nuôi ở châu Âu trước thời Đế chế La Mã. Mèo nhà đã trở nên phổ biến khắp thế giới trong suốt Thời đại khám phá, vì chúng được đưa lên những chiếc thuyền buồm để diệt chuột trong khoang thuyền và được xem là loài mang lại may mắn.:223

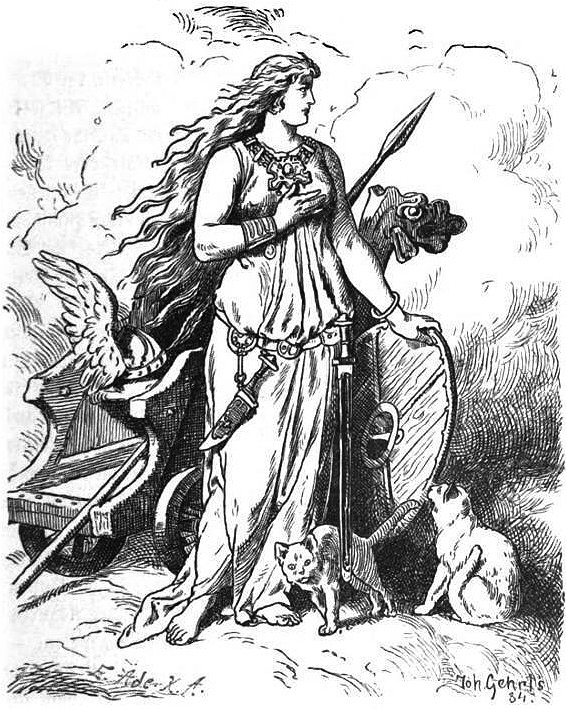
Freyja và mèo của bà

Một số tôn giáo cổ tin rằng mèo là những linh hồn cao quý, người bạn đồng hành, hay người hướng dẫn cho con người, và rằng mèo rất thông thái nhưng do không biết nói nên không thể gây ảnh hưởng đến những quyết định của con người. Tại Nhật Bản, tượng mèo Maneki Neko là biểu tượng của sự phú quý, giàu có. Còn ở đạo Hồi tuy không có động vật thần thánh nào, nhưng một vài quyển sách đã ghi lại rằng thánh Muhammad có nuôi một con mèo cưng tên là Muezza. Thánh yêu mèo đến mức "Người thà không mặc áo khoác còn hơn là làm phiền một con mèo đang ngủ trên chiếc áo".
Freyja — nữ thần của tình yêu, sắc đẹp và sự sinh sôi trong thần thoại Bắc Âu — được miêu tả là thường cưỡi trên một chiếc xe kéo bởi mèo.
Bên cạnh đó, nhiều nền văn hóa lại có cái nhìn tiêu cực về loài mèo. Điển hình là niềm tin về việc một con mèo đen băng ngang đường người nào đang đi thì người đó sẽ gặp xui xẻo, hoặc chuyện mèo là những phụ tá cho các mụ phù thủy, giúp các mụ gia tăng công lực. Điều này dẫn đến việc lùng diệt mèo rộng khắp châu Âu trong thời trung cổ. Chính việc tiêu diệt mèo đã làm tăng số lượng chuột, góp phần gây ra Cái chết Đen lây lan bởi bọ chét trên người những con chuột bệnh. Việc tàn sát mèo ở Ypres trong thời Trung Cổ nay được tưởng nhớ bằng lễ hội mèo Kattenstoet tổ chức 3 năm một lần.
Ở Việt Nam cũng có nhiều người mê tín rằng nếu mèo đen nhảy qua xác một người mới chết, người đó sẽ hóa thành quỷ nhập tràng.
Dựa theo một bí ẩn trong nhiều nền văn hóa, mèo là loài có nhiều mạng sống. Ở nhiều quốc gia, người ta thường cho rằng mèo có chín mạng, còn tại một số khu vực nói tiếng Tây Ban Nha thì cho rằng mèo có bảy mạng, riêng trong văn hóa Ả rập và Thổ Nhĩ Kỳ, mèo có sáu mạng. Bí ẩn này xuất phát từ sự mềm dẻo và nhanh nhẹn của mèo khi thoát khỏi những tình huống nguy hiểm đe dọa đến tính mạng. Đồng thời còn do mèo thường rơi xuống chạm đất bằng chân, sử dụng phản xạ theo bản năng để điều chỉnh cơ thể nhằm hạn chế chấn thương. Tuy vậy, mèo vẫn có thể bị thương hoặc chết khi rơi xuống từ một độ cao nhất định.

## Miêu tả trong nghệ thuật

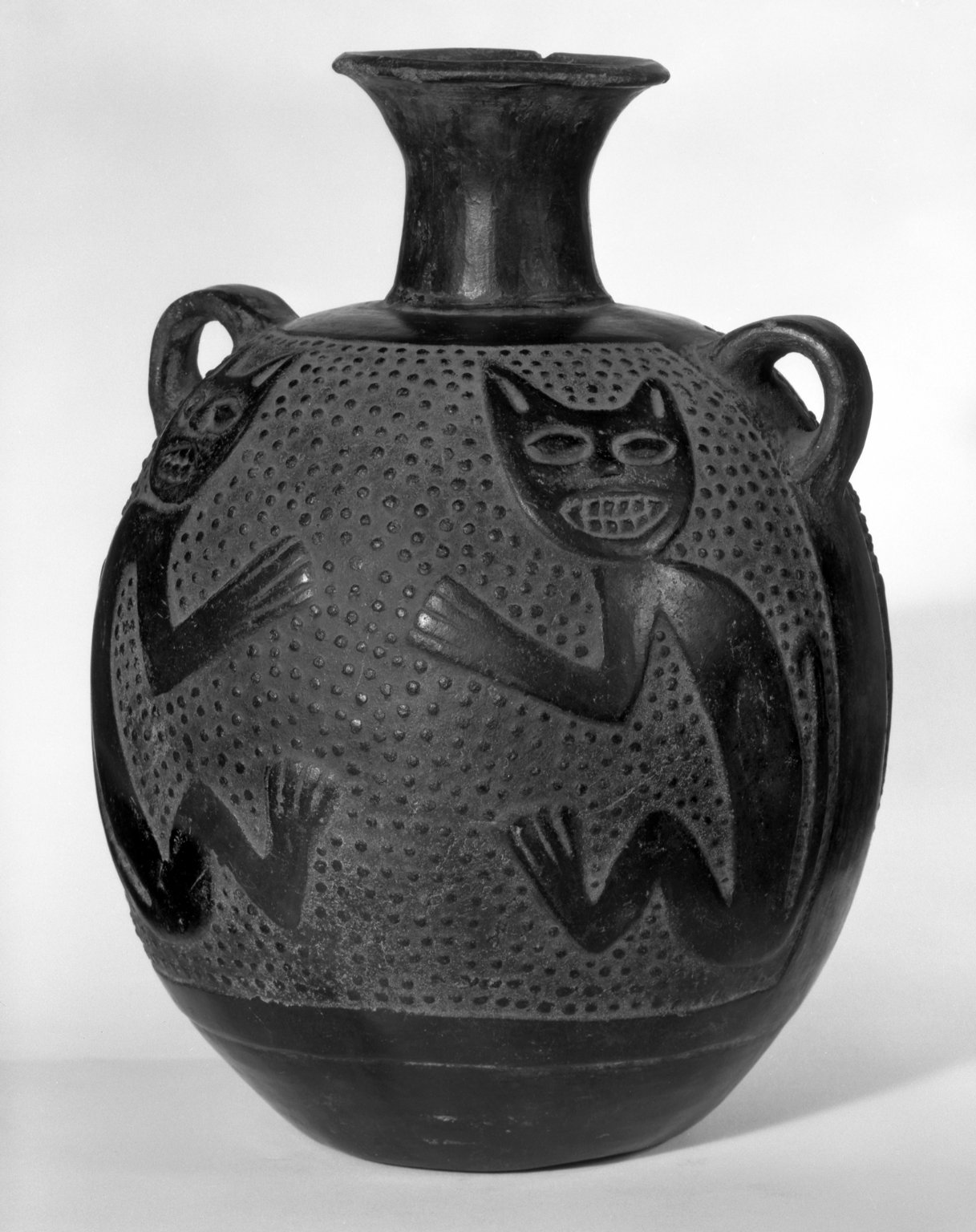
Jar với Small Looped Handles và Feline Design, Chimú c. 1100-1400. Viện bảo tàng Brooklyn
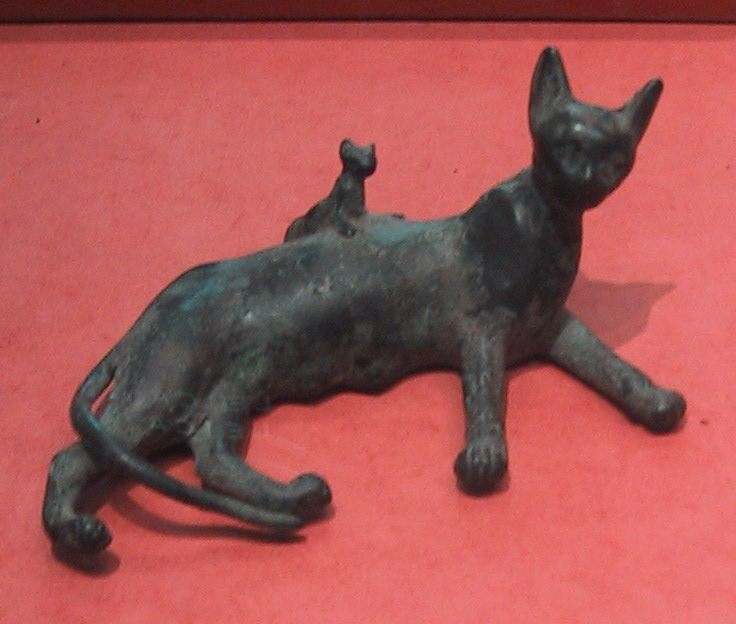
Tượng đồng mèo Ai Cập cổ đại
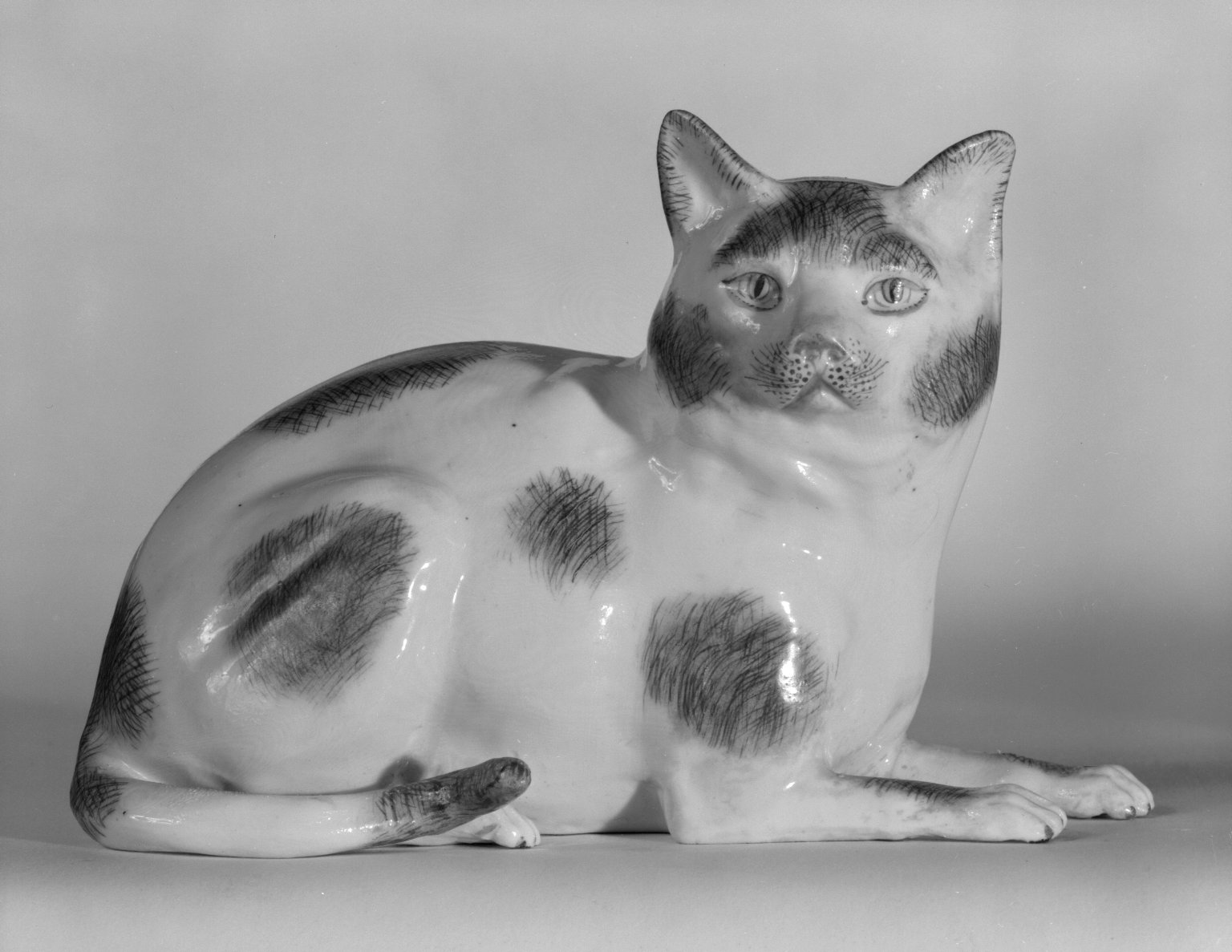
Hình dáng của mèo được làm bởi Meissen Porcelain Factory, Saxony c. 1800. Viện bảo tàng Brooklyn
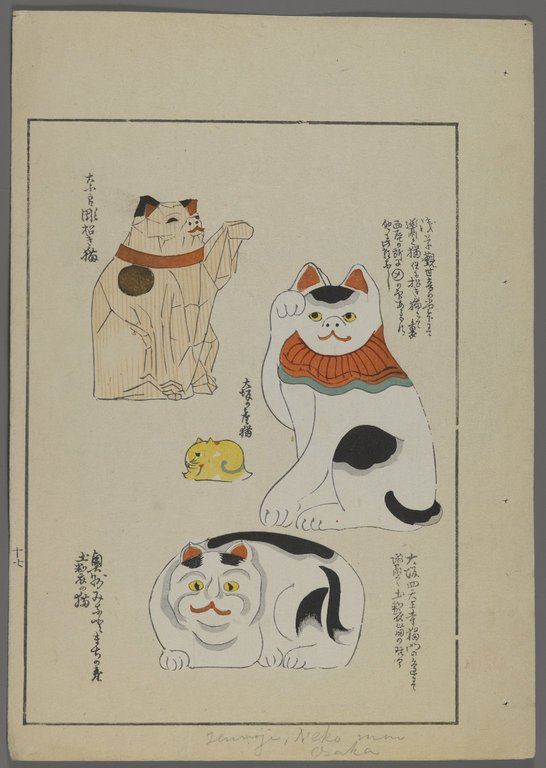
Mèo từ Unai no tomo do Shimizu Seifu thực hiện. Japan, 1891-1923. Viện bảo tàng Brooklyn
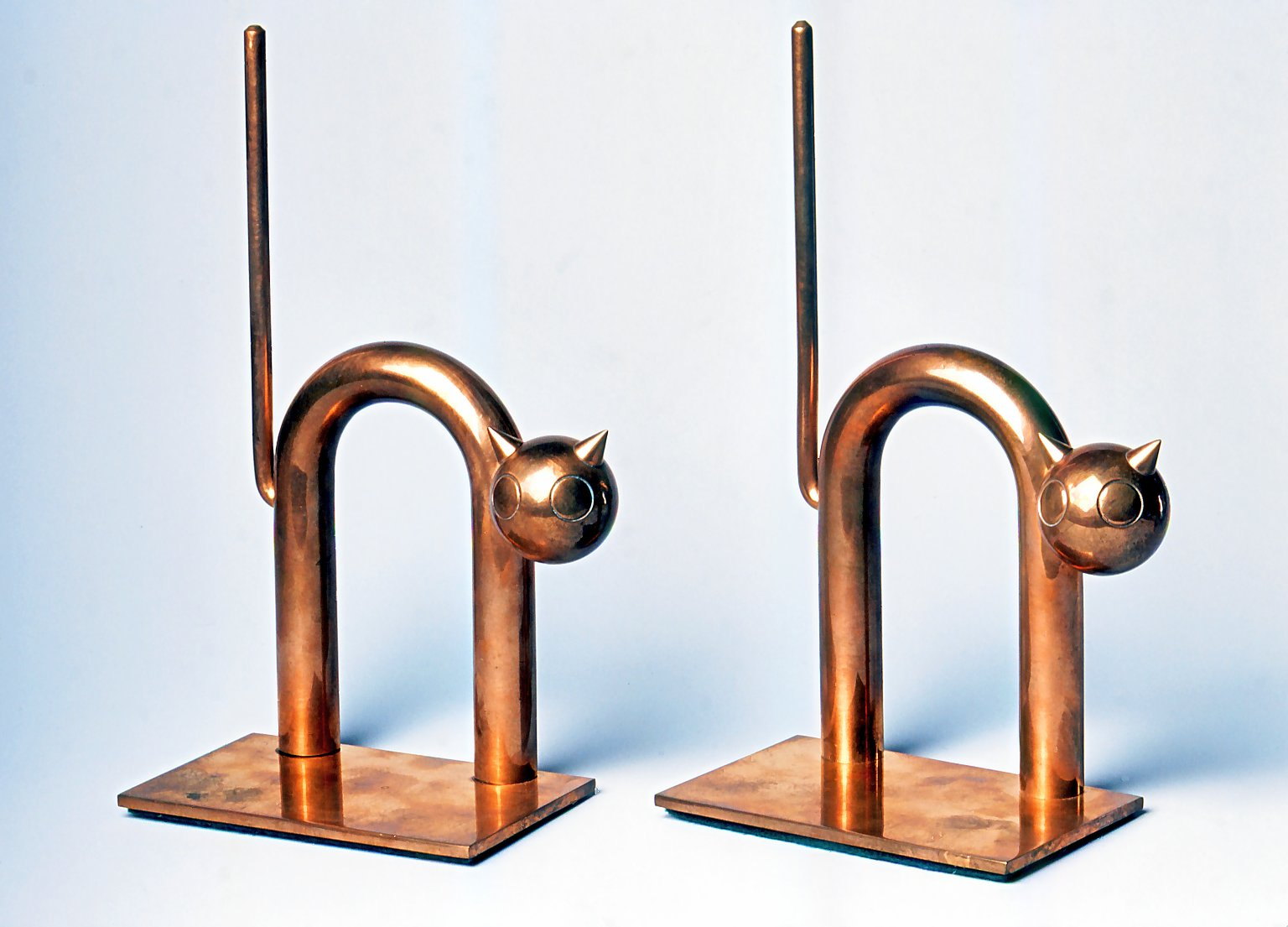
Cặp mèo Bookends được sản xuất bởi Chase Brass & Copper Co., USA c. 1930-1935. Viện bảo tàng Brooklyn
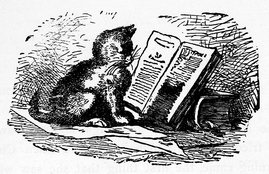
Tranh minh họa mèo của một họa sĩ người Đức Fedor Flinzer, có tên là Raphael of Cats.
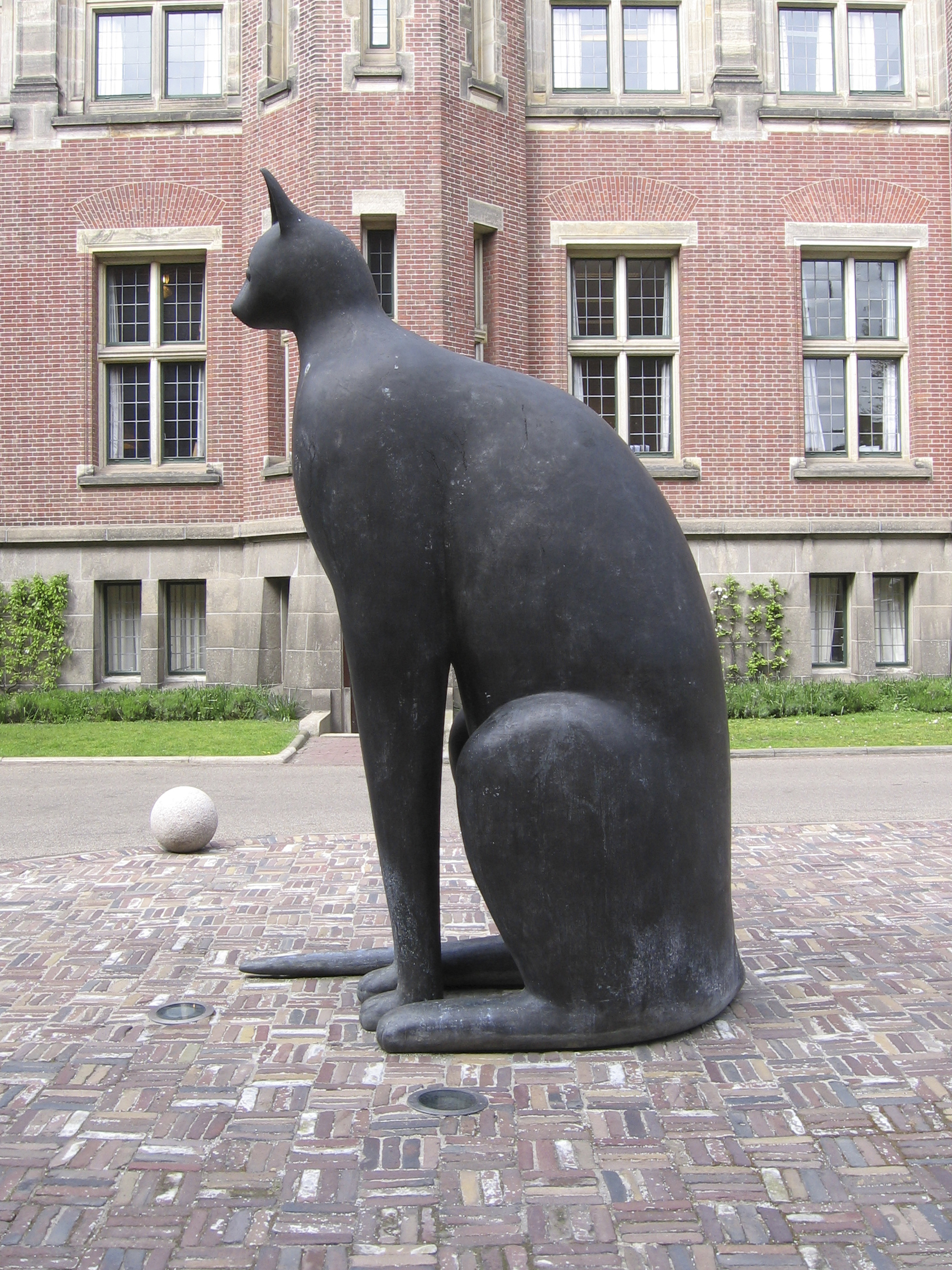
Điêu khắc mèo The Witness bởi Henk Visch, Peace Palace, The Hague